# Olympische Sommerspiele 2020/Schwimmen – 10 km Freiwasser (Männer)
Das 10-Kilometer-Freiwasserschwimmen der Männer bei den Olympischen Spielen 2020 in Tokio wurde am 5. August 2021 um 6:30 Uhr Ortszeit (4. August, 23:30 Uhr MESZ) im Odaiba Marine Park ausgetragen.

## Titelträger
| Olympiasieger | Ferry Weertman ( Niederlande)    | 1:52:59,8 h | Rio de Janeiro 2016 |
| Weltmeister   | Florian Wellbrock ( Deutschland) | 1:47:55,9 h | Guangju 2019        |
| Europameister | Ferry Weertman ( Niederlande)    | 1:49:28,2 h | Glasgow 2018        |

## Finale
5. August 2021, 6:30 (UTC+9)
| Rang        | Athlet               | Nation         | Zeit (h)  |
| ----------- | -------------------- | -------------- | --------- |
| 01          | Florian Wellbrock    | Deutschland    | 1:48:33,7 |
| 02          | Kristóf Rasovszky    | Ungarn         | 1:48:59,0 |
| 03          | Gregorio Paltrinieri | Italien        | 1:49:01,1 |
| 04          | Matan Roditi         | Israel         | 1:49:24,9 |
| 05          | Athanasios Kynigakis | Griechenland   | 1:49:29,2 |
| 06          | Marc-Antoine Olivier | Frankreich     | 1:50:23,0 |
| 07          | Ferry Weertman       | Niederlande    | 1:51:30,8 |
| 08          | Michael McGlynn      | Südafrika      | 1:51:32,7 |
| 09          | Hau-Li Fan           | Kanada         | 1:51:37,0 |
| 10          | Jordan Wilimovsky    | USA            | 1:51:40,2 |
| 11          | Rob Muffels          | Deutschland    | 1:53:03,3 |
| 12          | Kai Edwards          | Australien     | 1:53:04,0 |
| 13          | Taishin Minamide     | Japan          | 1:53:07,5 |
| 14          | Mario Sanzullo       | Italien        | 1:53:08,6 |
| 15          | David Farinango      | Ecuador        | 1:53:09,8 |
| 16          | Phillip Seidler      | Namibia        | 1:53:14,1 |
| 17          | Daniel Delgadillo    | Mexiko         | 1:53:14,4 |
| 18          | Alberto Martínez     | Spanien        | 1:53:16,4 |
| 19          | Kirill Abrossimow    | ROC            | 1:54:29,3 |
| 20          | Oussama Mellouli     | Tunesien       | 1:56:33,3 |
| 21          | Witali Kudjakow      | Kasachstan     | 1:57:53,7 |
| 22          | William Yan Thorley  | Hongkong       | 1:58:33,4 |
| 23          | Tiago Campos         | Portugal       | 1:59:42,0 |
| 24          | Matěj Kozubek        | Tschechien     | 2:01:52,1 |
|             | Hector Pardoe        | Großbritannien | DNF       |
| David Aubry | Frankreich           |                | DNF       |